# Одобешть (Димбовіца)
Одобешть, Одобешті (рум. Odobești) — село у повіті Димбовіца в Румунії. Входить до складу комуни Одобешть.
Село розташоване на відстані 46 км на північний захід від Бухареста, 35 км на південь від Тирговіште, 142 км на схід від Крайови, 115 км на південь від Брашова.

## Населення
За даними перепису населення 2002 року у селі проживали 1679 осіб. Усі жителі села рідною мовою назвали румунську.
Національний склад населення села:
| Національність | Кількість осіб | Відсоток |
| -------------- | -------------- | -------- |
| румуни         | 1666           | 99,2%    |
| цигани         | 12             | 0,7%     |